# 杜萬卡河
杜萬卡河（烏克蘭語：Дуванка），是烏克蘭的河流，位於該國東部盧甘斯克州，發源自阿拉皮夫卡，流經斯瓦托韋區，河口處在下杜萬卡，河道全長27公里，流域面積273平方公里。